# Let’s Have a Party
«Let’s Have a Party» — песня, написанная американкой Джесси Мей Робинсон (автором ряда известных песен 1950-х годов).
Сначала песню записал Элвис Пресли для своего фильма «Любить тебя» 1957 года.
А в 1958 году песню записала Ванда Джексон для своего первого альбома Wanda Jackson. Альбом вышел в свет в том же году. В 1960 год песня была певицей выпущена как сингл.

## Чарты
| Чарт (1960)                       | Наив. поз. |
| --------------------------------- | ---------- |
| Нидерланды                        | 17         |
| США (Billboard Hot 100)           | 37         |
| Великобритания (UK Singles Chart) | 32         |